# StarRingChild EP
「StarRingChild EP」（スターリングチャイルド イーピー）は、Aimerの6枚目のシングル。2014年5月21日にDefSTAR RECORDSから発売された。3タイプのCDが発売され、初回のみ星屑トレイ仕様で、CD購入者特典のSPライブ「UnChild」[東京・大阪教会ライブ]参加応募はがきが封入された。

## 概要
表題曲「StarRingChild」は『機動戦士ガンダムUC』episode 7「虹の彼方に」の 主題歌になっている。

## 収録曲

### CD
1. StarRingChild (5:27)
作詞・作曲・編曲：澤野弘之
2. Even Heaven (7:38)
作詞：aimerrhythm　作曲・編曲：釣俊輔、玉井健二
3. Mine (5:06)
作詞：aimerrhythm　作曲：森本チカラ　編曲：玉井健二、大西省吾
4. StarRingChild（Movie ver.） (3:25)
作詞・作曲・編曲：澤野弘之
5. StarRingChild（instrumental） (5:27)
作詞・作曲・編曲：澤野弘之
6. Even Heaven（instrumental） (7:35)
作詞：aimerrhythm　作曲・編曲：釣俊輔、玉井健二

### 初回限定盤DVD DFCL-2061
1. StarRingChild ミュージックビデオ (5:25)

## 参加ミュージシャン

### StarRingChild
- 山内優 - ドラム
- 田辺トシノ - ベース
- 飯室博 - ギター
- 澤野弘之 - ピアノ、キーボード、その他

### Even Heaven
- 釣俊輔 - プログラミングと楽器演奏

### Mine
- 佐藤慎悟 - ピアノ
- 大西省吾 - プログラミングと楽器演奏

## 制作クレジット
- エグゼクティブ・プロデューサー - 村松俊亮、桂田大助、岸本俊一、玉井健二
- アート・ディレクション＆デザイン - 松田剛
- フォトグラファー - 加藤アラタ
- スタイリスト - 赤石侑香
- 衣装デザイン（黒） - スズキタカユキ
- 衣装デザイン（白） - さくらいかおり
- ヘアメイクアーティスト - 大西あけみ

### StarRingChild
- プロデューサー - 澤野弘之
- ディレクター - 堀口泰史
- レコーディング&ミキシング・エンジニア、プロツールス・オペレーター - 相澤光紀
- アシスタント・エンジニア - Sho Suzuki, 鈴木寛明、高西和明
Recorded at LAB recorders
Mixed at Studio Sound Valley
- マスタリング・エンジニア - 茅根裕司

### Even Heaven / Mine
- プロデューサー - 玉井健二
- Directed & Organized - 森岡英貴 (agehasprings)
- レコーディング・エンジニア - 森真樹
Recorded at Studio Device
- ミキシング・エンジニア - 関根青磁
Mixed at Tune Studio
- マスタリング・エンジニア - 茅根裕司

### StarRingChild ミュージック・ビデオ
- 制作 - factory1994
- プロデュース - Haburashi
- ディレクション - フカツマサカズ
- カメラマン - Shinya Yamada
- Gaffer - Takuma Saeki (IMDb)
- VFX SUPERVISOR - Dj HiRo
- DIGITALARTIST - Sho Tetsuka
- ヘヤー＆メイク - 川島享子
- スタイリスト - HIROAKI IRIYAMA
- 出演 - Lake Wallace, Alice Fleming, Brandon Algle

## リリース日一覧
| 地域 | リリース日    | レーベル               | 規格                   | カタログ番号        | 備考                |
| ---- | ------------- | ---------------------- | ---------------------- | ------------------- | ------------------- |
| 日本 | 2014年5月21日 | DefSTAR RECORDS        | 12cmCD + DVD           | DFCL DFCL-2060/2061 | 初回限定盤          |
| 日本 | 2014年5月21日 | DefSTAR RECORDS        | 12cmCD                 | DFCL 2062           | 通常盤              |
| 日本 | 2014年5月21日 | DefSTAR RECORDS        | 12cmCD                 | DFCL 2063           | 期間生産限定盤      |
| 日本 | 2014年5月28日 | DefSTAR RECORDS        | デジタル・ダウンロード | 875146149           | iTunes Store        |
| 日本 | 2014年5月28日 | Sony Music Labels Inc. | デジタル・ダウンロード | A1000469206         | レコチョク          |
| 日本 | 2014年5月28日 | Sony Music Labels Inc. | デジタル・ダウンロード | 4560429726937       | mora AAC-LC 320kbps |
| 日本 | 2014年5月28日 | Sony Music Labels Inc. | デジタル・ダウンロード | B00KFDX0Y0          | Amazon.co.jp        |

## 購入特典
- Aimer / 機動戦士ガンダムUC 「StarRingChild」両面告知ポスター　[9]
- TOWER RECORDS限定　Aimer『StarRingChild EP』オリジナルポスター
- 2014年6月15日 タワーレコードTOWER OF LOVERS ライブ @ タワーレコード渋谷店「CUTUP STUDIO」

## タイアップ
| 曲名              | タイアップ                                              |
| ----------------- | ------------------------------------------------------- |
| 「StarRingChild」 | OVA『機動戦士ガンダムUC』episode 7「虹の彼方に」 主題歌 |
| 「StarRingChild」 | レコチョクTVCMソング                                    |